# Richard Harris
Richard St John Harris (Limerick, 1 d'octubre de 1930 - Londres, 25 d'octubre de 2002) fou un actor, cantant, guionista, director de cinema i productor teatral irlandès. Conegut per haver intervingut en nombrosos films com Motí a la Bounty, Camelot (1967) i La Bíblia de John Huston. En la seva vellesa va interpretar el paper d'Albus Dumbledore a Harry Potter i la pedra filosofal (2001) i Harry Potter i la cambra secreta (2002), la seva última pel·lícula. Però sens dubte passarà a la història com l'aristòcrata anglès capturat a Un home anomenat Cavall (1970). El 2020 va ser llistat com el número 3 de la llista dels grans actors de cinema irlandesos de tots els temps sogons The Irish Times.
Harris va ser un conegut playboy i bevedor, formava part d'una generació d'actors britànics i irlandesos com Albert Finney, Laurence Harvey, Peter Finch, Richard Burton i Peter O'Toole.

## Biografia

### Primers anys i carrera
Richard Harris va néixer a la ciutat irlandesa de Limerick i era el fill gran dels nou fills d'Ivan Harris i Mildred Harty. Va anar al col·legi jesuïta Crescent College i va destacar en el rugbi arribant a jugar en el Garryowen. Quan els seus passos anaven dirigits a ser una estrella del rugbi, va agafar la tuberculosi i va haver de deixar la pràctica esportiva.
Després de recuperar-se de la malaltia, Harris es va traslladar a Londres, ja que volia convertir-se en director teatral. En no trobar cursos relacionats amb la seva afició, es va apuntar a l'Acadèmia de música i art dramàtic de Londres (LAMDA) per estudiar interpretació. Quan encara era un estudiant, Harris va llogar el Teatre Irving ubicat en el West End de Londres per dirigir i produir la seva pròpia producció sobre l'obra de Clifford Odets Winter Journey (The Country Girl). L'espectacle va tenir un gran èxit però es va acabar el finançament per la qual cosa Harris va haver d'abandonar el projecte.
Després de completar els seus estudis en l'Acadèmia, Harris es va unir a la companyia de Joan Littlewood i va començar a participar en funcions de les produccions del West End, destacant en The Quare Fellow (1956).

### Carrera en el cinema i en la música
Harris va fer el seu debut en el cinema el 1958 al film Alive And Kicking i un any més tard ja treballaria amb el llavors prestigiós director britànic Michael Anderson a Misteri en el vaixell perdut. La dècada dels 60 començaria d'una manera excepcional amb la seva aportació en Els canons de Navarone o la seva aportació a Motí a la Bounty, on és un excel·lent suport al duel interpretatiu entre Trevor Howard i Marlon Brando.
La seva primera aparició com a protagonista seria en L'home en una terra salvatge, com el jove miner Frank Machin, paper pel qual guanyaria la Palma d'Or al millor actor en el Festival Internacional de Cinema de Canes i una nominació als Oscar. El següent paper seria una de les obres mestres de Sam Peckinpah, Major Dundee (al costat de Charlton Heston) en la que interpreta un immigrant irlandès combatent en la Guerra de Secessió.
La fama de Richard Harris no pararia de créixer i cada pel·lícula que realitzava era més taquillera que l'anterior. La següent pel·lícula seria la del Rei Artús en l'adaptació musical que Joshua Logan va fer de Camelot. També, el 1968, Harris va tenir una cançó molt popular: Mac Arthur Park, del seu àlbum A Tramp Shining (Un rodamón brillant). Aquesta cançó seria versionada després per Donna Summer. Harris va guanyar molta popularitat en la música; després, va gravar molts més àlbums. Després va rodar Odi a les entranyes al costat de Sean Connery.
Però sens dubte, el gran èxit mundial d'Harris seria el de Un home anomenat Cavall on Harris protagonitza un aristòcrata anglès que és raptat per una tribu índia.
Els 70, protagonitzaria L'home en una terra salvatge, Robin i Marian amb Audrey Hepburn, Orca (1977) o The Wild Geese. A partir d'allà, Harris va entrar en una categoria d'actor de culte i es va dedicar a la seva faceta com a cantant i, fins i tot, va escriure un llibre de poemes, I, In The Membership Of My Days.
Però en la dècada dels 80, la carrera d'Harris entra en franc declivi. No seria fins al 1990 quan tornaria a ser l'actor reclam gràcies al paper que li va reservar Jim Sheridan al seu film The Field, paper pel qual obtindria una nominació als Globus d'Or i als Oscars en la categoria d'actor principal.

### Últims anys i Harry Potter
En els últims anys de la vida de Richard Harris, l'actor irlandès va tornar a tocar els llorers de la glòria. Així, Harris protagonitzaria papers petits però intensos en les oscaritzades Sense perdó i Gladiator. Però en els seus últims anys, Harris serà relacionat per sempre amb el paper d'Albus Dumbledore en els dos primers lliuraments de la saga de Harry Potter. Harris moriria el 2002 per la malaltia de Hodgkin a l'edat de 72 anys, als pocs mesos del segon lliurament de la saga. Va ser substituït per l'excèntric i carismàtic actor irlandès Michael Gambon.

## Filmografia
- Misteri en el vaixell perdut (The Wreck of the Mary Deare) (1959), de Michael Anderson.
- The long and the short and the tall (1960) de Leslie Norman.
- Els guerrers de la nit (A Terrible Beauty) (1960) de Tay Garnett .
- Els canons de Navarone (The Guns of Navarone) (1961), de J. Lee Thompson.
- Motí a la Bounty (Mutiny on the Bounty) (1962), de Lewis Milestone.
- This Sporting Life (1963), de Lindsay Anderson.
- Il deserto rosso (1964), de Michelangelo Antonioni.
- Major Dundee (1965)), de Sam Peckinpah.
- Els herois de Telemark (The Heroes of Telemark) (1965) , d'Anthony Mann.
- I tre volti (1965) de Mauro Bolognini, Michelangelo Antonioni i Franco Indovina.
- La Biblia (The Bible: In the Beginning...) (1966), de John Huston.
- Hawaii (1966), de George Roy Hill.
- Caprice (1967), de Frank Tashlin.
- Camelot (1967), de Joshua Logan.
- Un home anomenat Cavall (A Man Called Horse) (1970), de Elliot Silverstein.
- Odi a les entranyes (The Molly Maguires) (1970), de Martin Ritt.
- Cromwell (1970), de Ken Hughes.
- L'home en una terra salvatge (Man in the Wilderness) (1971), de Richard C. Sarafian.
- els perseguidors implacables (The Deadly Trackers) (1973), de Barry Shear.
- 99 and 44/100%/100 Dead (1974), de John Frankenheimer.
- L'enigma Juggernaut (Juggernaut) (1974), de Richard Lester
- The terrorists (1975), de Caspar Wrede.
- Robin i Marian (Robin and Marian) (1976), de Richard Lester.
- The Return of a Man Called Horse (1976), d'Irvin Kershner.
- Ecos d'un estiu (Echoes of a summer) (1976), de Don Taylor.
- El pas de Cassandra (The Cassandra Crossing) (1976), de George P. Cosmatos.
- Orca, la balena assassina (Orca) (1977), de Michael Anderson.
- Amenaça nuclear (Golden Rendezvous) (1977), d'Ashley Lazarus.
- The Wild Geese (1978), d'Andrew V. Mclaglen.
- Ravagers (1979), de Richard Compton.
- A Game for Vultures (1979) de James Fargo.
- Tarzan, the Ape Man (1981), de John Derek.
- Experiència mortal (Your Ticket Is No Longer Valid) (1981)
- Triumphs of a Man Called Horse (1982) de John Hough.
- La cúspide (Highpoint) (1984), de Peter Carter.
- El dia d'en Martin (Martin's Day) (1985), d'Alan Gibson.
- Maigret (1988), de Paul Lynch.
- The Field (1990), de Jim Sheridan.
- Sense perdó (Unforgiven) (1992), de Clint Eastwood.
- Patriot Games (1992), de Phillip Noyce.
- Silent Tongue (1993), de Sam Shepard.
- Wrestling Ernest Hemingway (1993), de Randa Haines.
- Abraham (1994), de Joseph Sargent.
- Plora, terra estimada (Cry, The Beloved Country) (1995), de Darrell Roodt.
- Smilla, el missatge de la neu (Froken Smillas fornemmelse for sne) (1997) de Bille August.
- El geperut de Notre-Dame (The Hunchback) (1997), de Peter Medak.
- This Is the Sea (1998), de Mary McGuckian.
- Sibirski tsiryúlnik (1998), de Nikita Mikhalkov.
- Caminant amb els lleons (To Walk with Lions) (1999), de Carl Schultz.
- Grizzly Falls (1999), de Stewart Raffill.
- The royal way (2000), d'Andrei Kontxalovski.
- Gladiator (2000), de Ridley Scott.
- My Kingdom (2001), de Don Boyd.
- Harry Potter i la pedra filosofal (Harry Potter and the Phillosopher's Stone) (2001), de Chris Columbus.
- The Count of Monte Cristo (2002), de Kevin Reynolds.
- Harry Potter i la cambra secreta (Harry Potter and the Chamber of Secrets) (2002), de Chris Columbus.
- Julius Caesar (2002), d'Uli Edel.
- The Apocalypse (2002), de Raffaele Mertes.

## Premis i nominacions

### Premis
- 1963: Premi a la interpretació masculina (Festival de Canes) per This Sporting Life
- 1968: Globus d'Or al millor actor musical o còmic per Camelot

### Nominacions
- 1964: Oscar al millor actor per This Sporting Life
- 1964: BAFTA al millor actor per This Sporting Life
- 1971: Os d'Or per Bloomfield
- 1972: Primetime Emmy al millor actor per The Snow Goose
- 1991: Oscar al millor actor per The Field
- 1991: Globus d'Or al millor actor dramàtic per The Field